# 謝倫格倫德巴赫河

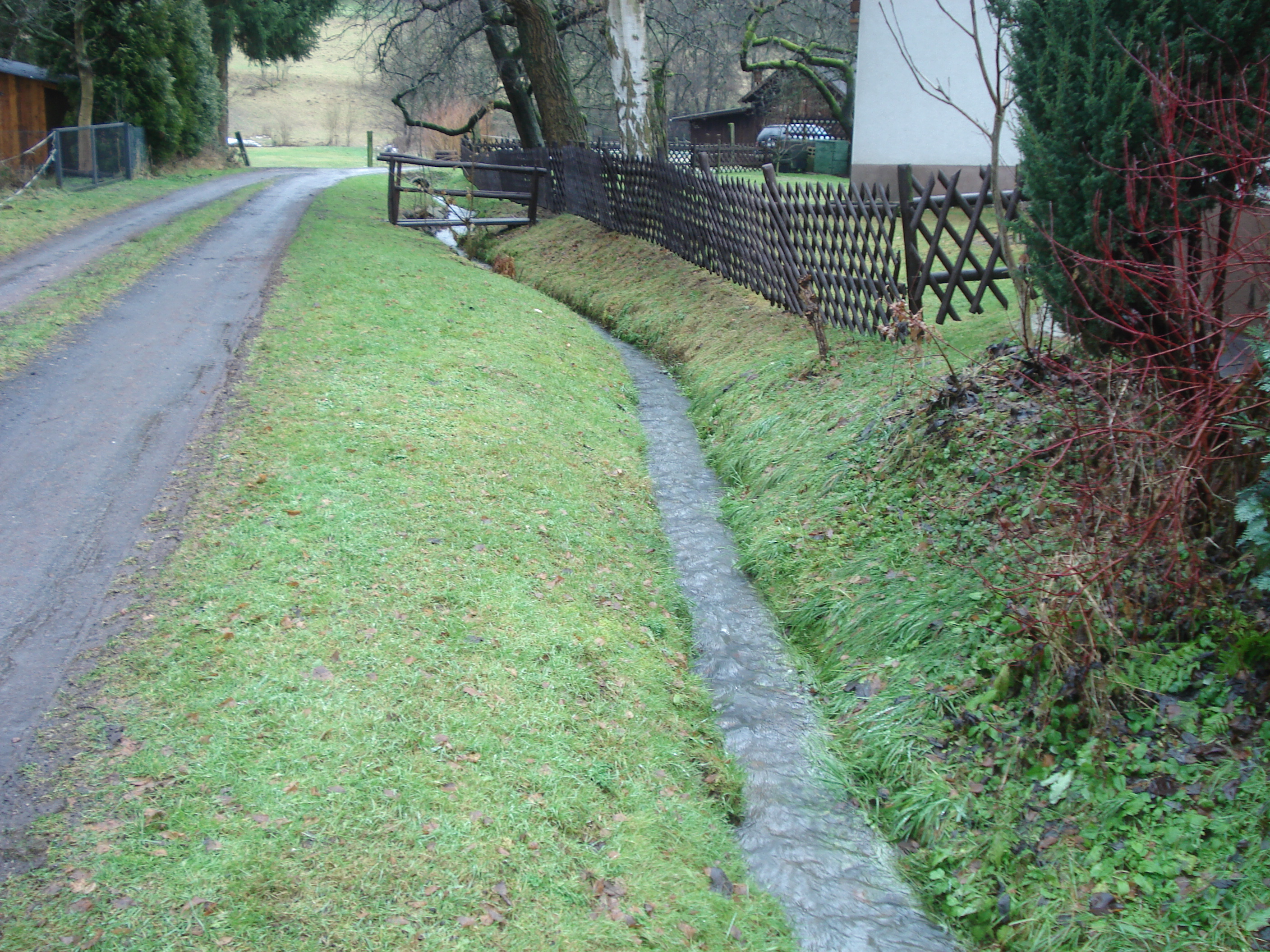

50°2′20.25″N 9°12′43.81″E / 50.0389583°N 9.2121694°E
謝倫格倫德巴赫河（德語：Scherengrundbach），是德國的河流，位於該國東南部，由巴伐利亞負責管轄，屬於費德卡爾河的右支流，河道全長1.2公里，流域面積0.6平方公里。